# Kiera Byland
Kiera Abigail Byland (geboren 1997 oder 1998 in Großbritannien) ist eine britische Radsportlerin. Sie repräsentierte Großbritannien zweimal bei Special Olympics World Summer Games und gewann dort sechs Goldmedaillen.

## Leben
Kiera Byland, die Tochter von Jacqui und Brian Byland, wurde mit dem Rubenstein Taybi Syndrom und einer Lernschwäche geboren. Als Kind wurde sie wegen ihrer Behinderung gemobbt. Mit 12 Jahren besuchte sie ihren Vater am National Cycle Center, wo er Trainer war, und bekam Lust auf den Radsport. Üblicherweise beginnt man in dieser Sportart mit einem Straßenrad, aber Byland habe sich mit Bremsen und Gängen schwergetan. Deshalb habe sie ihr Gleichgewichtsgefühl im Radstadion trainiert, wo die Fahrräder keine Bremsen und nur einen Gang haben. Das Training und ihre sportlichen Erfolge hätten ihr Selbstbewusstsein gestärkt und die Entwicklung ihrer Persönlichkeit gefördert, so Byland gegenüber der Tageszeitung The Irish News.
2019 erwarb sie am Bolton College ein BTEC-Level-3-Diplom in Sport, 2020 mit Auszeichnung ein BTEC-Level-2-Diplom in Business Enterprise und danach noch ein BTEC-Level-Diplom in Marketing.
Sie lebt in Bolton, Greater Manchester. Ihre Familie ist bei Special Olympics involviert: Ihre Mutter und sie sind Vertreterinnen der Athletinnen und Athleten, ihr Vater ist Vizevorsitzender von Special Olympics Greater Manchester.

## Werdegang als Sportlerin
Als Sechzehnjährige begann Byland 2014 mit dem Training bei Special Olympics. 2014 gewann sie bei Special Olympics National Games eine Goldmedaille im Radsport. Unmittelbar nach diesen Spielen bot man ihr an, mit der Radsportmannschaft von Special Olympics zu Weltspielen im folgenden Jahr zu fahren.
Bei den Special Olympics World Summer Games 2015 in Los Angeles und den Special Olympics World Summer Games 2019 in Abu Dhabi gewann sie insgesamt sechs Goldmedaillen im Radsport. Auf dem Yas Marina Circuit in Abu Dhabi erreichte sie beim 15-Kilometer-Straßenrennen eine Zeit von 24 Minuten und 24 Sekunden.
Auf lokaler und nationaler Ebene nimmt sie außerdem an Wettbewerben in den Sportarten Schwimmen und Reiten teil.
Neben ihrer eigenen Karriere als Athletin hatte Byland das Ziel, ihre Kenntnisse im Radsport und Schwimmen an Kinder und Jugendliche mit und ohne geistige Behinderung weiterzugeben. Im Radsport erwarb sie dafür die Lehrerlaubnis der Stufe 2 des nationalen britischen Radsportverbandes British Cycling und die Unterrichtserlaubnis der Stufen 1, 2 und 3 von Bikeability, dem Programm der britischen Regierung für das Training im Radsport.
Im Schwimmen qualifizierte sie sich ebenfalls als Trainerin, indem sie die Prüfungen zur Level 2 ASA-Unterrichtserlaubnis erfolgreich absolvierte. Mit dieser kann sie selbständig Schwimmkurse durchführen, was sie einmal wöchentlich für Kinder und Jugendliche mit einer Lernbehinderung tut. Zwar sind Bylands Schwierigkeiten, sich zeitlich zu orientieren, hier ein Hindernis, weil sie das Ende einer Trainingsphase oder Unterrichtsstunde nicht im Blick hat. Aber sie benutzt die App Seconds Pro, die ihr solche Informationen über verschiedene Farben gibt.
Inzwischen hat Byland Sitze in zahlreichen Führungsgremien bei Special Olympics und steht damit auch im Licht der Öffentlichkeit: Unter anderem ist sie stellvertretende Vorsitzende des Programms Athlete Leadership bei Special Olympics Großbritannien, seit Sommer 2020 Vorstandsmitglied von Special Olympics Großbritannien sowie Vorsitzende des Athlete Leadership Committee (ALC) von Special Olympics Europa/Eurasien (SOEE). Außerdem ist sie Special Olympics Global Health Messenger und Special Olympics Athlete Consultant. Sie hält häufig Vorträge an Universitäten, vor Schulklassen und Lehrerkollegien und bei Firmen, die Special Olympics unterstützen.
Beim World Health Summit 2017 sprach sie über ihre Erfahrungen als Special Olympics Athletin.

## Auszeichnungen
2019 wurde Byland in die britische Liste 100 Women in Cycling aufgenommen.
2021 stand Byland auf der Geburtstagsliste von Königin Elizabeth II. Für ihre Verdienste um den Sport verlieh ihr die Königin die British-Empire-Medaille.